# Geschützter Landschaftsbestandteil Baumkranz südlich Erlinghausen
Der Geschützte Landschaftsbestandteil Baumkranz südlich Erlinghausen liegt südlich von Erlinghausen im Stadtgebiet von Marsberg. Das Gebiet wurde 2008 mit dem Landschaftsplan Marsberg durch den Kreistag des Hochsauerlandkreises als Geschützter Landschaftsbestandteil (LB) ausgewiesen. Der LB liegt im Landschaftsschutzgebiet Freiflächen um Erlinghausen / Auf der Sandkuhle.

## Beschreibung
Der Landschaftsplan führt zum LB aus: „Es handelt sich um einen im Osten und Süden unterbrochenen Kranz aus Altbäumen (Eiche und Buche dominierend), der den Übergang des südlichen Ortsrandes von Erlinghausen zur freien Landschaft sehr stark prägt. Die randlichen Bauflächen nördlich des Schutzobjekts weisen zwar ebenfalls – wie auch einige Wirtschaftswege in der Umgebung – eine gewisse Gehölzausstattung auf, die Fernwirkung der hier erfassten Baumreihe wird davon jedoch bei weitem nicht erreicht. Das gilt auch für die ökologische Wirkung insbesondere der Alteichen in der freien Landschaft, die vor allem für viele spezialisierte Insektenarten wichtige Lebensraumfunktionen wahrnehmen.“

## Schutzzweck
Die Ausweisung als LB erfolgte:
- Zur Erhaltung, Entwicklung oder Wiederherstellung der Leistungs- und Funktionsfähigkeit des Naturhaushaltes
- Zur Belebung, Gliederung oder Pflege des Orts- und Landschaftsbildes
- Zur Abwehr schädlicher Einwirkungen

Das LB stellt, wie die anderen LBs im Landschaftsplangebiet, einen herausragenden Lebensraum für die ökologischen Leistungsfähigkeit des Naturhaushaltes dar. Dient ferner als landschaftsgliedernde und -belebende Element. Die Ausweisung dient der Abwehr realer oder potenzieller schädlicher Einwirkungen durch Pflanzenentnahme, Relief- oder Gewässerveränderungen usw.